# Екеторп
 Тази статия е за крепостта Екеторп.  За играта Екеторп вижте Екеторп (игра).  
Екеторп (на шведски: Eketorp) е кръгова фортификационна крепост, разположена в югоизточната част на шведския остров Йоланд в рамките на община Мьорбюлонга. Крепостта е издигната за пръв път през желязната епоха и е основно реконструирана през Средновековието. През времето на своето съществуване Екеторп е изпълнявал различни функции – фортификационно съоръжение, убежище и гарнизон на кавалерията . През 20 век, крепостта Екеторп е реконструирана отново с цел туристическа атракция и е използвана като място за възстановка на средновековни битки. Екеторп е едно от 19-те праисторически фортификационни съоръжения, открити на остров Йоланд и е най-мащабно проученото. При археологическите разкопки на крепостта са открити над 24 000 находки. Цялата южна част на остров Йоланд, включваща и крепостта Екеторп е под егидата на ЮНЕСКО и е включена в списъка на световното културно и природно наследство.

## История
Местното население на остров Йоланд изгражда първото фортификационно съоръжение на това място през желязната епоха в Скандинавия. Счита се, че това е станало през края на 4 век и началото на 5 век, когато жителите на острова са били заплашени от римляните и други европейци. Кръговото укрепление от този период е служило за религиозни церемонии и защитно място срещу вражески нападения. Кръговата архитектура е избрана като най-подходяща за защита от всички страни, тъй като в местността няма други естествени препятствия и вражеската атака е била възможна отвсякъде. Оригиналният диаметър на това съоръжение е бил около 57 m. През следващия век, каменните стени са преместени за увеличаване на вътрешното пространство до кръг с диаметър 80 m . През този период са изградени около 50 отделни малки структури във вътрешността, някои разположени в центъра, други близо до крепостната стена.
През 7 век крепостта Екеторп е мистериозно изоставена и започва да се руши. През 11 век започват възстановителни работи по укреплението, като част от каменните постройки във вътрешността са заменени с дървени структури, а отвън е изградена още една защитна стена.
Тъй като крепостта Екеторп е търпяла значителни изменения, за удобство при археологическите разкопки се използват няколко имена, означаващи определен период:
- Екеторп I (от 300 до 400 година)
- Екеторп II (от 400 до 700 година)
- Екеторп III (от 1000 до 1300 година).

През 20 век, крепостта е археологически проучена и отворена за посещение. Във вътрешността е разположен музей, където са изложени част от предметите, намерени при разкопките. Посетителите са посрещани от екскурзоводи, облечени в средновековни дрехи. Крепостта Екеторп се използва и за възстановка на рицарски битки и други средновековни събития.